# 孫孝愉
孫孝愉（？—？），字德和，號壺園，山西興縣人，清朝政治人物，廕生出身。

## 生平
乾隆十八年（1753年）由廕生選刑部浙江司員外郎。乾隆三十三年（1768年）由四川按察使調任福建分巡台灣兵備道。乾隆三十五年（1770年）遷直隸按察使。著有《壺園詩稿》二卷。

## 家族
曾祖父孙世荩，贡生，江西崇仁縣知县，诰赠光禄大夫。
祖父孙天绣，廪生，诰赠光禄大夫。
父孙嘉淦，協辦大學士；孝愉为次子。